# Vézézoux

Vézézoux este o comună în departamentul Haute-Loire, Franța. În 2009 avea o populație de 494 de locuitori.